# Welt, Nordfriesland
Welt (tiếng Đan Mạch: Velt; North Frisian: Wäilt) là một đô thị thuộc huyện Nordfriesland, bang Schleswig-Holstein, Đức.